# Mitch McCarron
Mitchell James Robert McCarron, detto Mitch (Alice Springs, 30 giugno 1992), è un cestista australiano.

## Palmarès
- Campionato sloveno: 1

Union Olimpija: 2017-18
- Copa Princesa de Asturias: 1

Palencia: 2016